# Tacyba tenuis
Tacyba tenuis là một loài bọ cánh cứng trong họ Cerambycidae.